# Neohipparchus maculata
Neohipparchus maculata är en fjärilsart som beskrevs av W. Warren 1897. Neohipparchus maculata ingår i släktet Neohipparchus och familjen mätare. Inga underarter finns listade i Catalogue of Life.